# Mramor Novi
Mramor Novi (en cyrillique : Мрамор Нови) est un village de Bosnie-Herzégovine. Il est situé sur le territoire de la ville de Tuzla, dans le canton de Tuzla et dans la fédération de Bosnie-et-Herzégovine. Selon les premiers résultats du recensement bosnien de 2013, il compte 1 374 habitants.

## Géographie
Le village est situé sur les bords du Mramorski potok, un affluent de la rivière Jala.

## Démographie

### Évolution historique de la population dans la localité
| 1948 | 1953 | 1961 | 1971  | 1981  | 1991  | 2013  |
| ---- | ---- | ---- | ----- | ----- | ----- | ----- |
| -    | -    | 790  | 1 512 | 1 708 | 1 697 | 1 374 |

|  |